# Gravity Tour
Gravity Tour es la próxima gira por la banda irlandesa pop Westlife en apoyo a su decimoprimer álbum de estudio Gravity. La gira visitará Reino Unido e Irlanda en Cardiff, Wales y terminando en Dublín, Irlanda.

## Historia
La gira fue anunciada el 6 de septiembre de 2010 con diez fechas para Reino Unido. Las entradas fueron a la venta desde las 9 a. m. el 10 de septiembre, pero solo una preventa para fans tomó lugar el 7 de septiembre de 2010 a las 9 a. m. Esta venta fue hecha sí accedes vía un enlace en un mensaje de correo electrónico enviado a todos los miembros de la lista de correo oficial de Westlife. También hubo paquetes VIP por Live Nation. El 8 de septiembre de 2010, algunos problemas técnicos fueron abordados de la preventa para fans. El 11 de septiembre de 2010, fechas para Cardiff, Birmingham, y Glasgow fueron añadidas. El 17 de septiembre de 2010, nuevas fechas fueron añadidas en Londres y Sheffield. El 29 de septiembre de 2010, fechas de conciertos en Newcastle y Mánchester fueron añadidas. El 6 de octubre de 2010, una nueva fecha para Cardiff fue añadida. El 8 de octubre de 2010, una fecha en Dublín fue agregada. Un segundo show en Belfast fue anunciado el 22 de octubre.

## Lista de canciones
1. "No One’s Gonna Sleep Tonight"
2. "When You're Looking Like That"
3. "World of Our Own"
4. "What Makes a Man"
5. "Safe"
6. "Home"
7. "My Love"
8. "Beautiful Tonight"
9. "Medley"
  1. "Viva la Vida"
  2. "Only Girl (In the World)"
  3. "The Time (Dirty Bit)"
  4. "Bad Romance"
  5. "I Predict a Riot"
10. "Seasons in the Sun"
11. "You Raise Me Up"
12. "I’m Already There"
13. "I Will Reach You"
14. "Flying Without Wings"

Encore
1. "What About Now"
2. "Uptown Girl"

Source:

## Calendario Promocional
| Fecha                   | País                | Lugar                   |
| Promo Tour              | Promo Tour          | Promo Tour              |
| ----------------------- | ------------------- | ----------------------- |
| 5 de noviembre de 2010  | Inglaterra          | IN:DEMAND FM            |
| 6 de noviembre de 2010  | Inglaterra          | The Crush en 4Music     |
| 7 de noviembre de 2010  | Inglaterra          | Weekend Wogan           |
| 8 de noviembre de 2010  | Inglaterra          | Pride of Britain Awards |
| 9 de noviembre de 2010  | Inglaterra          | Daybreak                |
| 11 de noviembre de 2010 | Inglaterra          | The Crush en Channel 4  |
| 12 de noviembre de 2010 | Dublín, Irlanda     | The Late Late Show      |
| 14 de noviembre de 2010 | Londres, Inglaterra | The X Factor            |

## Fechas
| Fecha                 | Ciudad                | País                  | Lugar                 | Notas                 |
| Irlanda & Reino Unido | Irlanda & Reino Unido | Irlanda & Reino Unido | Irlanda & Reino Unido | Irlanda & Reino Unido |
| --------------------- | --------------------- | --------------------- | --------------------- | --------------------- |
| 7 de marzo de 2011    | Cardiff               | Wales                 | International Arena   |                       |
| 8 de marzo de 2011    | Cardiff               | Wales                 | International Arena   |                       |
| 9 de marzo de 2011    | Cardiff               | Wales                 | International Arena   |                       |
| 11 de marzo de 2011   | Londres               | Inglaterra            | The O2 Arena          |                       |
| 12 de marzo de 2011   | Londres               | Inglaterra            | The O2 Arena          |                       |
| 14 de marzo de 2011   | Newcastle             | Inglaterra            | Metro Radio Arena     |                       |
| 15 de marzo de 2011   | Newcastle             | Inglaterra            | Metro Radio Arena     |                       |
| 16 de marzo de 2011   | Nottingham            | Inglaterra            | Trent FM Arena        |                       |
| 18 de marzo de 2011   | Liverpool             | Inglaterra            | Echo Arena            |                       |
| 19 de marzo de 2011   | Glasgow               | Escocia               | SECC                  |                       |
| 20 de marzo de 2011   | Glasgow               | Escocia               | SECC                  |                       |
| 22 de marzo de 2011   | Mánchester            | Inglaterra            | Evening News Arena    |                       |
| 23 de marzo de 2011   | Mánchester            | Inglaterra            | Evening News Arena    |                       |
| 25 de marzo de 2011   | Birmingham            | Inglaterra            | LG Arena              |                       |
| 27 de marzo de 2011   | Londres               | Inglaterra            | Wembley Arena         |                       |
| 28 de marzo de 2011   | Sheffield             | Inglaterra            | Motorpoint Arena      |                       |
| 29 de marzo de 2011   | Sheffield             | Inglaterra            | Motorpoint Arena      |                       |
| 31 de marzo de 2011   | Birmingham            | Inglaterra            | LG Arena              |                       |
| 2 de abril de 2011    | Dublín                | Irlanda               | The O2                | *Se vendieron todas   |
| 3 de abril de 2011    | Dublín                | Irlanda               | The O2                | *Se vendieron todas   |
| 5 de abril de 2011    | Belfast               | N.Irlanda             | Odyssey Arena         | *Se vendieron todas   |
| 6 de abril de 2011    | Belfast               | N.Irlanda             | Odyssey Arena         |                       |
| 8 de abril de 2011    | Dublín                | Irlanda               | The O2                |                       |
| 9 de abril de 2011    | Dublín                | Irlanda               | The O2                |                       |
| 10 de abril de 2011   | Dublín                | Irlanda               | The O2                |                       |